# Adult Alternative Airplay
La Adult Alternative Airplay (nota anche come Triple A, o in precedenza Adult Alternative Songs) è una classifica settimanale stilata dalla rivista statunitense Billboard che tiene conto dei quaranta brani più ascoltati sulle radio adult alternative rock.
La classifica è stata pubblicata per la prima volta il 20 gennaio 1996. Il primo brano al numero uno fu The World I Know dei Collective Soul.
Il brano con il maggior numero di settimane al primo posto è Beautiful Day degli U2 (16) seguito da Clocks dei Coldplay e Waste a Moment dei Kings of Leon (entrambi 15).

## Record
Artisti con il maggior numero di canzoni al primo posto
- U2 (13)
- Coldplay (13)
- Dave Matthews Band (11)
- Jack Johnson (10)
- John Mayer (7)
- Sheryl Crow (7)
- Counting Crows (7)
- R.E.M. (7)
- Death Cab for Cutie (6)

Artisti con il maggior numero di canzoni nella top 10
- U2 (26)
- Dave Matthews Band (24)
- Coldplay (23)
- John Mayer (18)
- Jack Johnson (18)
- Counting Crows (15)
- Sheryl Crow (14)
- R.E.M. (13)